# Jade (Maschine)

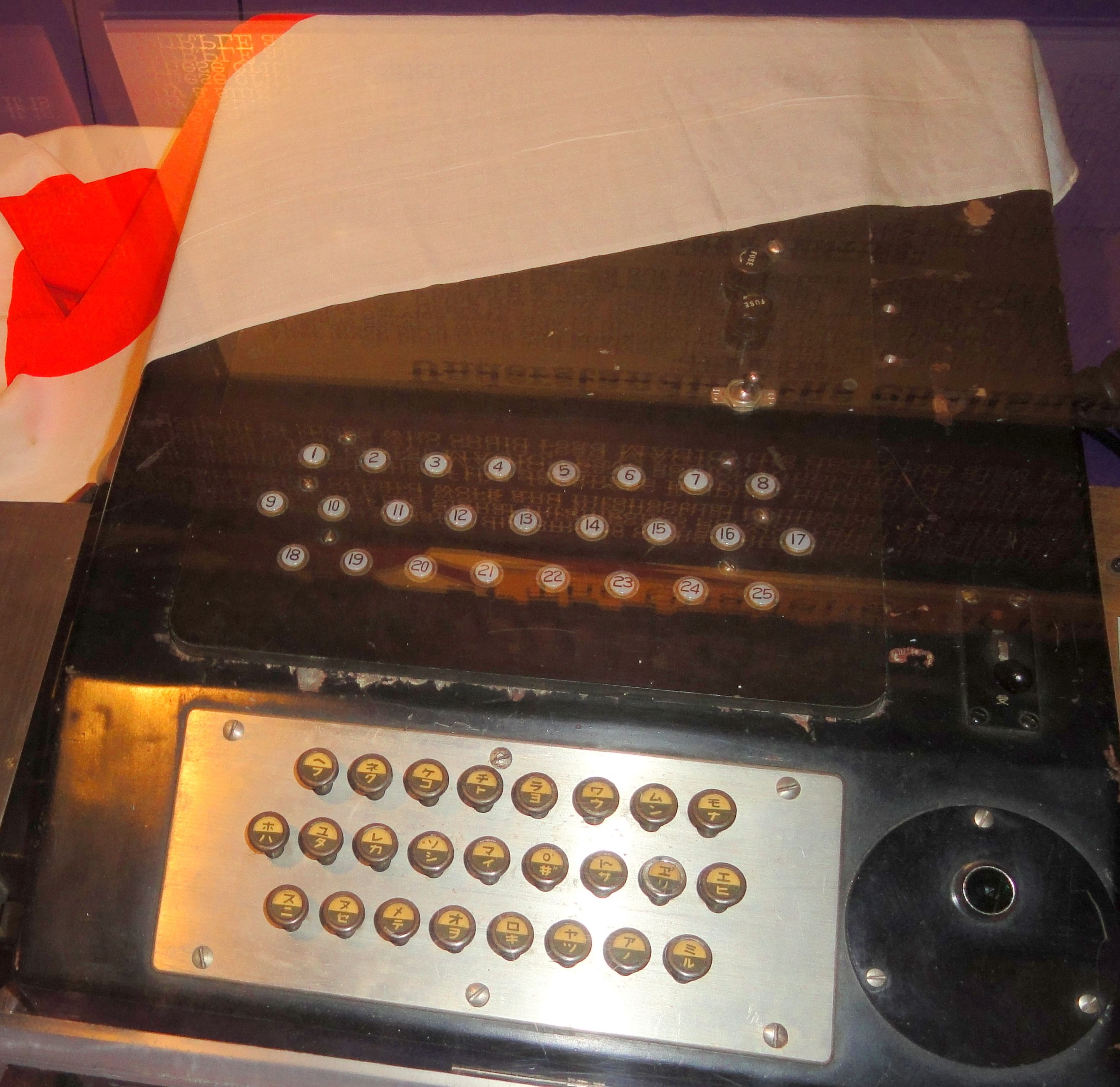
Eingabeeinheit einer originalen Jade-Maschine, die im Juni 1944 auf Saipan erbeutet werden konnte. Zu sehen im National Cryptologic Museum.

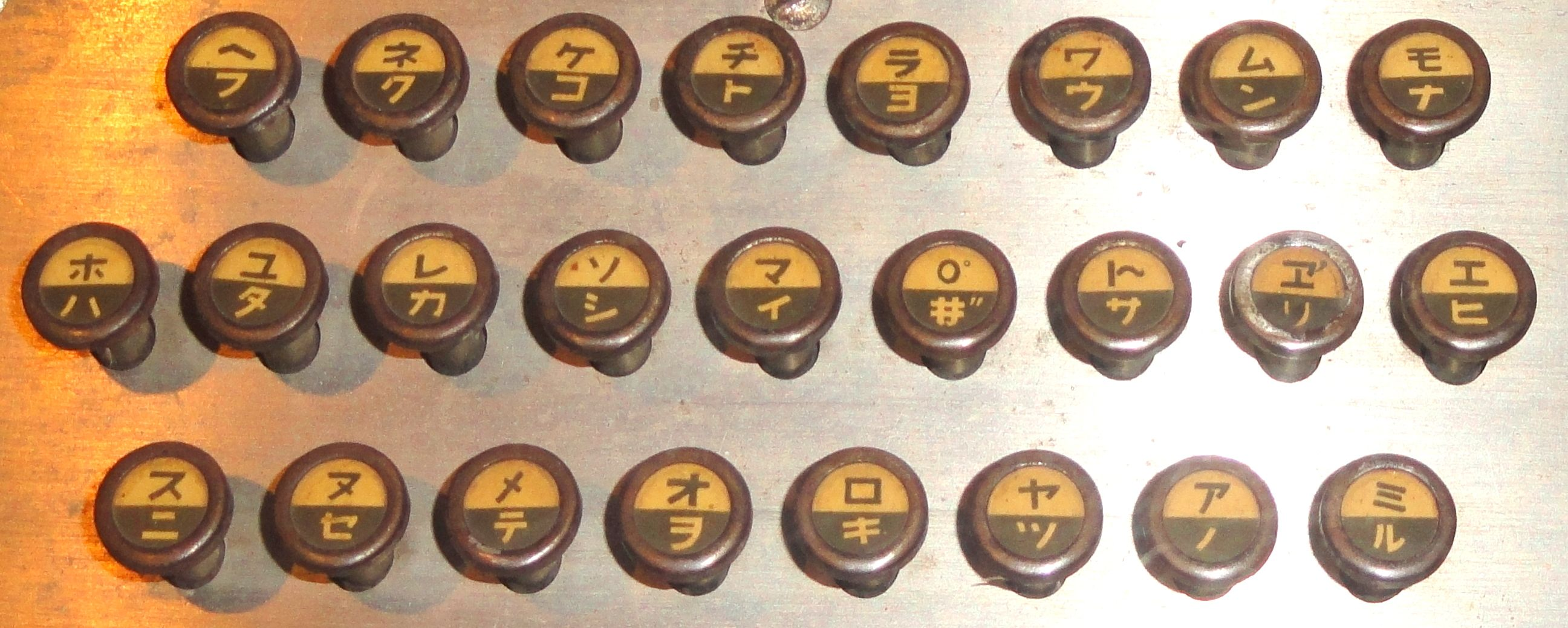
Die Tasten tragen japanische Kana-Schriftzeichen.

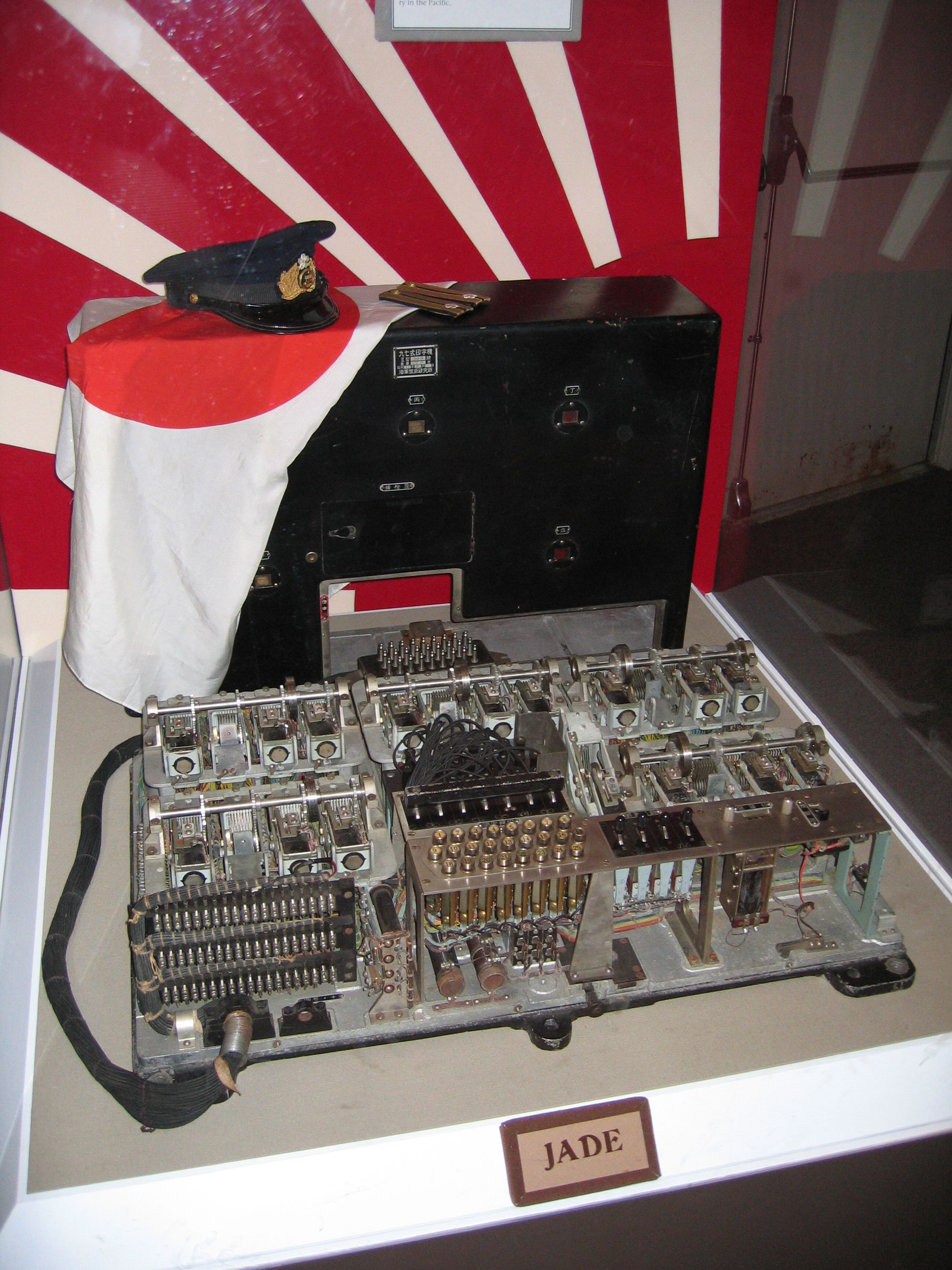
Ansicht von Jade mit aufgeklapptem Gehäuse ohne (separate) Eingabeeinheit.

Jade war der amerikanische Deckname für eine japanische Chiffriermaschine aus dem Jahr 1937, die vor und während des Zweiten Weltkriegs von den Streitkräften des Japanischen Kaiserreiches eingesetzt wurde.
Die japanische Bezeichnung war „Typ 97 Schreibmaschine“ (jap. 九七式印字機一型), wobei es einen Typ 1 (一型) und einen Typ 2 (二型) gab. Die Zahl 97 steht hier für die japanische Jahreszahl 2597, entsprechend dem westlichen Jahr 1937. Eine alternative amerikanische Deckbezeichnung war JN‑157, wobei die Abkürzung JN hier für Japanese Navy (Japanische Marine) stand.

## Geschichte
Jade war eine von drei neu in Dienst gestellten japanischen Chiffriermaschinen aus dem Jahr 1937. Daneben gab es (hier und im Folgenden stets nur mit den amerikanische Decknamen bezeichnet) Coral und Purple. Sie waren als Ersatz für die inzwischen als veraltet angesehenen Maschinen Orange, Red und M‑2 vorgesehen. Jade ersetzte Orange, Purple ersetzte Red und Coral ersetzte die M‑2.
Im Gegensatz zu der „Lateinbuchstaben-Schreibmaschine“ Purple, mit der die 26 Großbuchstaben des lateinischen Alphabets (Rōmaji) verschlüsselt werden konnten, diente Jade zur Verschlüsselung von 48 Kana-Schriftzeichen plus zwei Sonderzeichen (Bild).
Während der Typ 1 von Jade über zwei Druckwerke verfügte, jeweils eins für den Klartext und den Geheimtext, und von Flottenhauptquartieren eingesetzt wurde, fand der etwas einfachere Typ 2 hauptsächlich Verwendung in Geschwaderhauptquartieren. Hier gab es nur ein einziges Druckwerk, und zwar für den Ausgangstext. Die Drucker konnten mithilfe eines zweifarbigen Farbbandes Zeichen in rot oder blau drucken. Das Gewicht dieser „großen“ Maschinen betrug etwa 120 kg. Sie waren also für einen portablen Einsatz nicht geeignet. Es wurden mindestens 400 Exemplare hergestellt.
Die Verschlüsselung erfolgte, anders als bei Rotor-Chiffriermaschinen, nicht mithilfe von sich drehenden Walzen, sondern, wie auch bei Purple, mithilfe von Schrittschaltern, ähnlich wie sie auch in zeitgenössischen Telefon-Vermittlungsstellen verwendet wurden. Jeder der insgesamt fünf Schrittschalter hatte 25 Stellungen. Die Texte wurden häufig zusätzlich mithilfe von Codebüchern überschlüsselt.
Die Jade-Verschlüsselung wurde von amerikanischer Seite durch eine Gruppe unter Leitung von William Friedman und Mary Hughes Budenbach gebrochen. Dazu wurde auch eine amerikanische Nachbildung der japanischen Maschine gebaut, englisch Jade analog, genannt „Viper“.